# Uroplectes occidentalis
Espèce
Synonymes
- Tityus chinchoxensis Karsch, 1879
- Uroplectes andreae Pocock, 1899

Uroplectes occidentalis est une espèce de scorpions de la famille des Buthidae.

## Distribution
Cette espèce se rencontre en Angola, au Congo-Kinshasa, au Congo-Brazzaville, au Gabon, au Cameroun, en Sierra Leone, au Liberia et en Somalie.

## Description
L'holotype mesure 43 mm.

## Liste des sous-espèces
Selon The Scorpion Files (01/04/2021) :
- Uroplectes occidentalis monardi Vachon, 1950
- Uroplectes occidentalis occidentalis Simon, 1876

## Publication originale
- Simon, 1876 : « Étude sur le arachnides du Congo. » Bulletin de la Société Zoologique de France, vol. 1, p. 12-15 & 216-224 (texte intégral).
- Vachon, 1950 : « Subsidios para o estudo da biologia na Lunda. Remarques sur les scorpions de l'Angola (première note). » Publicacoes Culturais da Companhia de Diamantes de Angola, vol. 1950, p. 5-18.